# The Covenant, The Sword, and the Arm of the Lord
The Covenant, The Sword, and the Arm of the Lord (CSA) var en amerikansk frireligiös sekt grundad 1976 i Arkansas, USA, av bland annat avhoppade medlemmar från Guds Barn och predikade och praktiserade bland annat polygami. Under ledning av James Ellison började man år 1981 publikt identifiera sig med de identitetskristna och efter en rad händelser blev sektens gård belägrad i april månad 1985 av omkring 300 FBI-agenter.. I den efterföljande rättegången bytte Ellison sida och blev åklagarens vittne mot sekten.Efter sin frigivning bosatte sig Ellison i Elohim City, en annan sekteristisk grupp med koppling till de identitetskristna, och gifte sig med en släkting till dess grundare.